# Magny-Fouchard
Magny-Fouchard är en kommun i departementet Aube i regionen Grand Est (tidigare regionen Champagne-Ardenne) i nordöstra Frankrike. Kommunen ligger  i kantonen Vendeuvre-sur-Barse som ligger i arrondissementet Bar-sur-Aube. År 2022 hade Magny-Fouchard 261 invånare.

## Befolkningsutveckling
Antalet invånare i kommunen Magny-Fouchard
Referens: INSEE